# Équipe de Belgique de football à la Coupe du monde 1986
Cet article relate le parcours de l'Équipe de Belgique de football lors de la Coupe du monde de football de 1986 organisée au Mexique du 31 mai au 29 juin 1986.

## Effectif
| Numéro / Nom       | Numéro / Nom        | Club               | Date de naissance | J.              | Buts            |                 |                 |                 |
| Gardiens de but    | Gardiens de but     | Gardiens de but    | Gardiens de but   | Gardiens de but | Gardiens de but | Gardiens de but | Gardiens de but | Gardiens de but |
| ------------------ | ------------------- | ------------------ | ----------------- | --------------- | --------------- | --------------- | --------------- | --------------- |
| 1                  | Jean-Marie Pfaff    | Bayern Munich      | 04.12.1953        | 7               | 0               | 1               | 0               | 0               |
| 12                 | Jacky Munaron       | RSC Anderlecht     | 08.12.1956        | 0               | 0               | 0               | 0               | 0               |
| 20                 | Gilbert Bodart      | Standard de Liège  | 02.09.1962        | 0               | 0               | 0               | 0               | 0               |
| Défenseurs         |                     |                    |                   |                 |                 |                 |                 |                 |
| 2                  | Éric Gerets         | PSV Eindhoven      | 18.05.1954        | 6               | 0               | 0               | 0               | 0               |
| 4                  | Michel De Wolf      | La Gantoise        | 19.01.1958        | 2               | 0               | 0               | 0               | 0               |
| 5                  | Michel Renquin      | Standard de Liège  | 03.11.1955        | 5               | 0               | 1               | 0               | 0               |
| 13                 | Georges Grün        | RSC Anderlecht     | 25.01.1962        | 6               | 0               | 1               | 0               | 0               |
| 14                 | Lei Clijsters       | SV Waterschei THOR | 09.11.1956        | 2               | 0               | 0               | 0               | 0               |
| 19                 | Hugo Broos          | FC Bruges          | 10.04.1952        | 3               | 0               | 0               | 0               | 0               |
| 21                 | Stéphane Demol      | RSC Anderlecht     | 11.03.1966        | 7               | 1               | 1               | 0               | 0               |
| Milieux de terrain |                     |                    |                   |                 |                 |                 |                 |                 |
| 3                  | Franky van der Elst | FC Bruges          | 30.04.1961        | 3               | 0               | 1               | 0               | 0               |
| 6                  | Franky Vercauteren  | RSC Anderlecht     | 28.10.1956        | 5               | 1               | 0               | 0               | 0               |
| 7                  | René Vandereycken   | RSC Anderlecht     | 22.07.1953        | 2               | 0               | 0               | 0               | 0               |
| 8                  | Enzo Scifo          | RSC Anderlecht     | 19.02.1966        | 7               | 2               | 0               | 0               | 0               |
| 10                 | Philippe Desmet     | SV Waregem         | 29.11.1958        | 3               | 0               | 0               | 0               | 0               |
| 15                 | Léo van der Elst    | FC Bruges          | 03.01.1962        | 3               | 0               | 0               | 0               | 0               |
| 22                 | Patrick Vervoort    | K Beerschot VAV    | 17.04.1965        | 5               | 0               | 0               | 0               | 0               |
| Attaquants         |                     |                    |                   |                 |                 |                 |                 |                 |
| 9                  | Erwin Vandenbergh   | RSC Anderlecht     | 26.01.1959        | 1               | 1               | 0               | 0               | 0               |
| 11                 | Jan Ceulemans       | FC Bruges          | 28.02.1957        | 7               | 3               | 1               | 0               | 0               |
| 16                 | Nico Claesen        | Standard de Liège  | 01.10.1962        | 7               | 3               | 1               | 0               | 0               |
| 17                 | Raymond Mommens     | KSC Lokeren        | 27.12.1958        | 1               | 0               | 0               | 0               | 0               |
| 18                 | Daniel Veyt         | SV Waregem         | 09.12.1956        | 5               | 1               | 1               | 0               | 0               |
| Sélectionneur      |                     |                    |                   |                 |                 |                 |                 |                 |
|                    | Guy Thys            |                    | 06.12.1922        |                 |                 |                 |                 |                 |

## Qualification

### Groupe 1
| Rang | Équipe   | Pts | J | G | N | P | Bp | Bc | Diff |  | Résultats (▼ dom., ► ext.) |     |     |     |     |
| ---- | -------- | --- | - | - | - | - | -- | -- | ---- |  | -------------------------- | --- | --- | --- | --- |
| 1    | Pologne  | 8   | 6 | 3 | 2 | 1 | 10 | 4  | +6   |  | Pologne                    |     | 0-0 | 2-2 | 3-1 |
| 2    | Belgique | 8   | 6 | 3 | 2 | 1 | 7  | 3  | +4   |  | Belgique                   | 2-0 |     | 3-1 | 2-0 |
| 3    | Albanie  | 4   | 6 | 1 | 2 | 3 | 6  | 9  | -3   |  | Albanie                    | 0-1 | 2-0 |     | 1-1 |
| 4    | Grèce    | 4   | 6 | 1 | 2 | 3 | 3  | 10 | -7   |  | Grèce                      | 1-4 | 0-0 | 2-0 |     |

### Barrage
Les barrages se disputent les 16 octobre et 20 novembre 1985.
La Belgique se qualifie aux dépens des Pays-Bas.
| Équipe 1 | Résultat | Équipe 2 | Aller | Retour |
| -------- | -------- | -------- | ----- | ------ |
| Belgique | E 2-2 E  | Pays-Bas | 1-0   | 1-2    |

## Matchs de préparation
| Date            | Ville     | Équipe 1 | Équipe 2    | Résultat |
| 19 février 1986 | Elche     | Espagne  | Belgique    | 3 - 0    |
| 23 avril 1986   | Bruxelles | Belgique | Bulgarie    | 2 - 0    |
| 19 mai 1986     | Bruxelles | Belgique | Yougoslavie | 1 - 3    |

## Phase finale

### Premier tour - Groupe B
La Belgique est repêchée parmi les meilleurs troisièmes.
| Classement du groupe B |          |     |   |   |   |   |    |    |      |
|                        | Équipe   | Pts | J | G | N | P | BP | BC | Diff |
| 1                      | Mexique  | 5   | 3 | 2 | 1 | 0 | 4  | 2  | +2   |
| 2                      | Paraguay | 4   | 3 | 1 | 2 | 0 | 4  | 3  | +1   |
| 3                      | Belgique | 3   | 3 | 1 | 1 | 1 | 5  | 5  | 0    |
| 4                      | Irak     | 0   | 3 | 0 | 0 | 3 | 1  | 4  | -3   |

| 3 juin  | Mexique  | 2 | 1 | Belgique |
| 4 juin  | Paraguay | 1 | 0 | Irak     |
| 7 juin  | Mexique  | 1 | 1 | Paraguay |
| 8 juin  | Belgique | 2 | 1 | Irak     |
| 11 juin | Belgique | 2 | 2 | Paraguay |
| 11 juin | Mexique  | 1 | 0 | Irak     |

| 3 juin 1986                       | Mexique                    | 2 - 1   | Belgique        | Estadio Azteca, Mexico                            |                                                   |
| 12:00 · Historique des rencontres | Quirarte 23e · Sánchez 39e | (2 - 1) | Vandenbergh 45e | Spectateurs : 114 400 Arbitrage : Carlos Esposito | Spectateurs : 114 400 Arbitrage : Carlos Esposito |
| 12:00 · Historique des rencontres | (Rapport)                  |         |                 | Spectateurs : 114 400 Arbitrage : Carlos Esposito | Spectateurs : 114 400 Arbitrage : Carlos Esposito |

| 8 juin 1986                       | Belgique                      | 2 - 1   | Irak      | Estadio Nemesio Díez, Toluca                        |                                                     |
| 12:00 · Historique des rencontres | Scifo 16e · Claesen 19e (pen) | (2 - 0) | Radhi 59e | Spectateurs : 20 000 Arbitrage : Jesús Díaz Palacio | Spectateurs : 20 000 Arbitrage : Jesús Díaz Palacio |
| 12:00 · Historique des rencontres | (Rapport)                     |         |           | Spectateurs : 20 000 Arbitrage : Jesús Díaz Palacio | Spectateurs : 20 000 Arbitrage : Jesús Díaz Palacio |

| 11 juin 1986                      | Belgique                   | 2 - 2   | Paraguay         | Estadio Nemesio Díez, Toluca                    |                                                 |
| 12:00 · Historique des rencontres | Vercauteren 30e · Veyt 59e | (1 - 0) | Cabañas 50e, 76e | Spectateurs : 16 000 Arbitrage : Bogdan Dotchev | Spectateurs : 16 000 Arbitrage : Bogdan Dotchev |
| 12:00 · Historique des rencontres | (Rapport)                  |         |                  | Spectateurs : 16 000 Arbitrage : Bogdan Dotchev | Spectateurs : 16 000 Arbitrage : Bogdan Dotchev |

### Huitième de finale
La Belgique accède à son premier quart de finale en éliminant l'URSS lors d'un match prolifique en buts, et après prolongation.
| 15 juin 1986                      | Union soviétique            | 3 - 4 a. p.           | Belgique                                              | Estadio Nou Camp, León                            |                                                   |
| 16:00 · Historique des rencontres | Belanov 27e 70e, 111e (pen) | (1 - 0, 2 - 2, 2 - 3) | Scifo 56e · Ceulemans 77e · Demol 102e · Claesen 110e | Spectateurs : 32 300 Arbitrage : Erik Fredriksson | Spectateurs : 32 300 Arbitrage : Erik Fredriksson |
| 16:00 · Historique des rencontres | (Rapport)                   |                       |                                                       | Spectateurs : 32 300 Arbitrage : Erik Fredriksson | Spectateurs : 32 300 Arbitrage : Erik Fredriksson |

### Quart de finale
La Belgique sort vainqueur aux tirs au but, et accède à sa première demi-finale.
| 22 juin 1986                      | Belgique                                             | 1 - 1 a. p.           | Espagne                                     | Estadio Cuauhtémoc, Puebla                          |                                                     |
| 16:00 · Historique des rencontres | Ceulemans 35e                                        | (1 - 0, 1 - 1, 1 - 1) | Señor 85e                                   | Spectateurs : 45 000 Arbitrage : Siegfried Kirschen | Spectateurs : 45 000 Arbitrage : Siegfried Kirschen |
| 16:00 · Historique des rencontres | (Rapport)                                            |                       |                                             | Spectateurs : 45 000 Arbitrage : Siegfried Kirschen | Spectateurs : 45 000 Arbitrage : Siegfried Kirschen |
| 16:00 · Historique des rencontres | Claesen · Scifo · Broos · Vervoort · L. Van Der Elst | Tirs au but 5 - 4     | Señor · Eloy · Chendo · Butragueño · Víctor | Spectateurs : 45 000 Arbitrage : Siegfried Kirschen | Spectateurs : 45 000 Arbitrage : Siegfried Kirschen |

### Demi-finale
L'Argentine élimine la Belgique grâce à une victoire 2-0. Pour le deuxième match consécutif, Maradona inscrit un doublé. La première mi-temps s'achève sur un score vierge (0-0) malgré une légère domination des argentins. C'est à la 52ème minute que le match prend un tournant avec l'ouverture du score de Diego Maradona. Bien lancé par une passe de Jorge Burruchaga venant du côté droit, Diego Maradona finit en une touche de l'extérieur du gauche. Le deuxième but du match intervient à la 62ème minute. Bien servi dans l'axe par le défenseur José Luis Cuciuffo, Maradona se défait de la défense belge avant de terminer d'une frappe du pied gauche. Les belges ne s'en relèveront pas, et la rencontre se termine sur le score de deux buts à zéro. Un score qui peut notamment s'expliquer par la fatigue accumulée par les belges durant les prolongations du quart de finale précédent, ainsi que l'incroyable niveau[non neutre] de Diego Maradona durant la compétition.
| 25 juin 1986 | Argentine        | 2 - 0   | Belgique | Estadio Azteca, Mexico                                    |                                                           |
| 16:00        | Maradona 51e 63e | (0 - 0) |          | Spectateurs : 110 000 Arbitrage : Antonio Márquez Ramírez | Spectateurs : 110 000 Arbitrage : Antonio Márquez Ramírez |
| 16:00        | (Rapport)        |         |          | Spectateurs : 110 000 Arbitrage : Antonio Márquez Ramírez | Spectateurs : 110 000 Arbitrage : Antonio Márquez Ramírez |

### Match pour la troisième place
| 28 juin 1986 | France                                                      | 4 - 2 a. p.           | Belgique                    | Estadio Cuauhtémoc, Puebla                       |                                                  |
| 12:00        | Ferreri 27e · Papin 43e · Genghini 104e · Amoros 111e (pen) | (2 - 1, 2 - 2, 3 - 2) | Ceulemans 11e · Claesen 73e | Spectateurs : 21 000 Arbitrage : George Courtney | Spectateurs : 21 000 Arbitrage : George Courtney |
| 12:00        | (Rapport)                                                   |                       |                             | Spectateurs : 21 000 Arbitrage : George Courtney | Spectateurs : 21 000 Arbitrage : George Courtney |

## Sources
- GULDEMONT, Henry. 100 ans de football en Belgique: 1895-1995, Union royale belge des sociétés de football association / Henry Guldemont, Bob Deps. - Bruxelles : Vif éd., 1995. - 1 vol. (312 p.) : ill. en noir et en coul., couv. ill. en coul. ; 31 cm.  (ISBN 90-5466-151-8) (rel.).
- HUBERT, Christian. De Montevideo à Orlando / Christian Hubert. - Bruxelles : Labor, 1994. - 215 p. : ill., couv. ill. en coul. ; 22 cm. Titre de couv. et de dos : "Les Diables rouges : de Montevideo à Orlando".  (ISBN 2-8040-1009-0).
- Site de l'URBSFA : actualité de l'équipe de Belgique (nl + fr + de + en)
- L'équipe de Belgique sur le site de la FIFA: infos et statistiques (fr + de + en + es)
- https://www.sofoot.com/argentine-belgique-86-le-vrai-chef-d-oeuvre-de-maradona-490497.html
- EDA, « Argentine - Belgique 1986 : «Maradona était imprenable» », sur L'Avenir (consulté le 14 novembre 2023)